# ليو ويلدن
ليو ويلدن (بالألمانية: Leo Wilden)‏ (3 يوليو 1936-5 مايو 2022) في دورن، هو لاعب كرة قدم ألماني دولي سابق كان يلعب كمدافع. سبق له أن لعب في كأس العالم لكرة القدم مع منتخب بلاده.

## المسيرة الاحترافية

### أندية لعب لها
- نادي كولن
- باير 04 ليفركوزن

## روابط خارجية
- ليو ويلدن على موقع الاتحاد الدولي (مؤرشف)  (الإنجليزية)
- ليو ويلدن على موقع قاعدة بيانات كرة القدم.إي يو (الإنجليزية)
- ليو ويلدن على موقع بيانات كرة القدم. دي إي (الألمانية)
- ليو ويلدن على موقع ناشيونال فوتبول تيمز (الإنجليزية)
- ليو ويلدن على موقع عالم كرة القدم.نت (الإنجليزية)